# 中國地能
中國地能有限公司，簡稱中國地能（英語：China Ground Source Energy Limited，港交所：8128）是一家創業板上市公司，於2008年4月3日，由國訊國際有限公司換取上市而來，而旗下北京恆有源科技發展有限公司，則在2000年成立，現時為中国节能环保集团公司聯營公司。
現時業務在國內經營環保及新能源，董事會主席為鄭起宇，總裁為徐生恆。
而總部位於香港中環皇后大道中99號中環中心37樓3709-10室，以及北京市海淀區杏石口路102號（北京恆有源科技發展有限公司總部）。

## 連結
- CGSEnergy.com.hk（页面存档备份，存于）